# Synagoge Laupheim

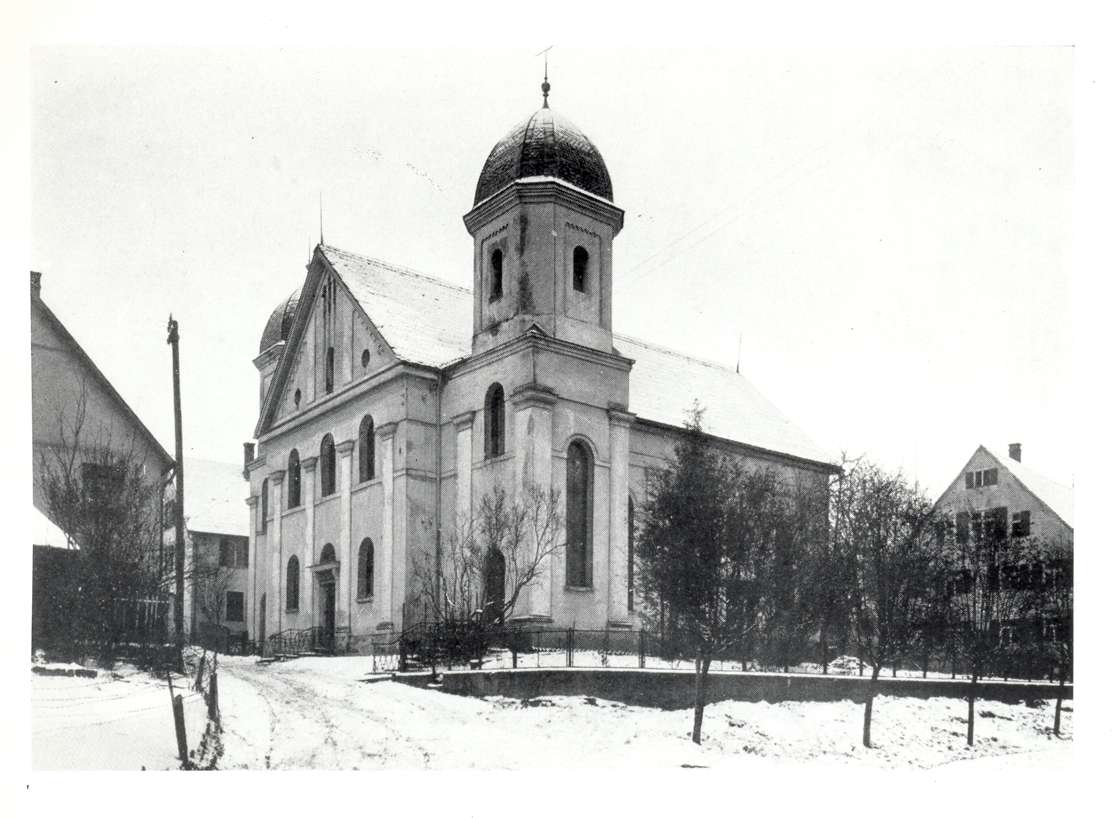
Synagoge Laupheim (1932), Foto beim Landesarchiv Baden-Württemberg

Die ehemalige Synagoge in Laupheim im Landkreis Biberach in Oberschwaben wurde am 7. November 1877 eingeweiht und in der sogenannten Reichskristallnacht am 9. November 1938 zerstört.

## Geschichte
Bis 1771 feierte die Jüdische Gemeinde Laupheim ihre Gottesdienste in einem Betsaal im oberen Stockwerk des Hauses Judenberg 30. Im selben Jahr wurde die erste Synagoge in der Südwestecke des 1730 angelegten jüdischen Friedhofs Laupheim, Judenberg 24, erbaut. Von dem Aussehen des Gebäudes ist nichts mehr bekannt. Ein Lageplan lässt eine L-förmige Anlage mit Eingang zum Treppenhaus in Nord-West-Richtung vermuten. Im Jahre 1822 wurde die Synagoge abgetragen. Ein Gedenkstein aus dem Jahre 1990 erinnert an die erste Synagoge von Laupheim.

## Zweite Synagoge

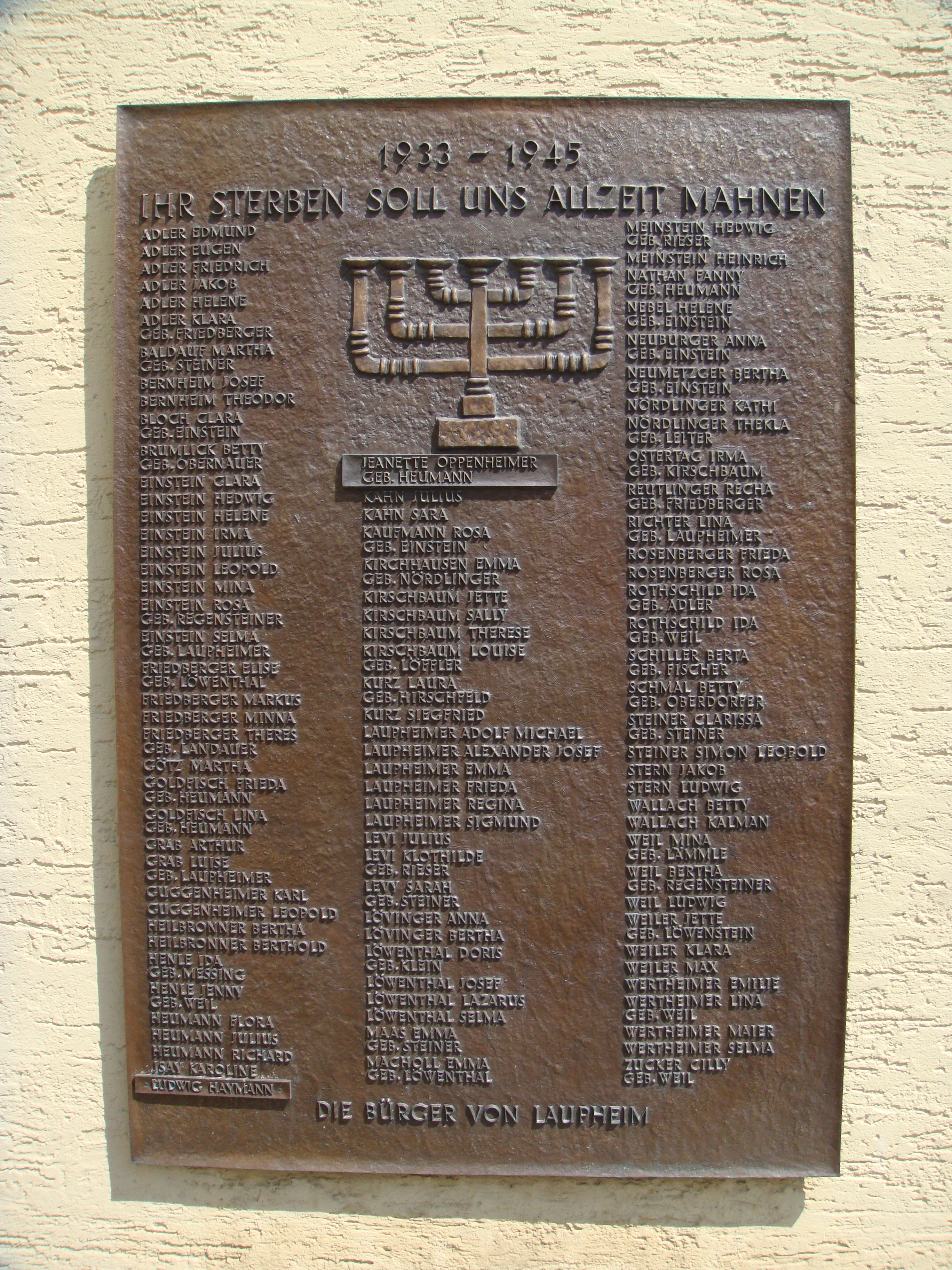
Gedenktafel Synagoge (2011)

Die zweite Synagoge wurde 1822 an der Ecke Bronner Straße/Synagogenweg erbaut. Sie hatte statische Mängel und musste 1836/37 einem 8696 Gulden teuren Neubau weichen. Die Jüdische Gemeinde Laupheim hatte zu diesem Zeitpunkt 600 bis 700 Gemeindemitglieder. Die Synagoge war vierundzwanzig Meter lang und dreizehn Meter breit. Im Jahre 1877 wurde diese zweite Synagoge wesentlich erweitert und mit einem Kuppeldach, zwei Treppentürmen, großen Rundbogenfenstern und einer Renaissance-Fassade versehen, die dem Gebäude ein repräsentatives Ansehen verliehen. Die Synagoge wurde nach und nach mit einer wertvollen Torarolle, kunstvollen Vorhängen und einem Toraschrein ausgestattet. Friedrich Adler entwarf für sie 1903 ein buntes Glasfenster mit Bleiverglasung.

## Nacht vom 9. November 1938
In der Nacht vom 9. November 1938 wurden die jüdischen Männer in ihren Häusern abgeholt und, von der paramilitärischen SA begleitet, zur Synagoge gebracht. Dort mussten sie eine Hetzrede eines SA-Führers anhören. Danach wurde das Gebäude von SA-Leuten in Brand gesteckt. Während es brannte, mussten die Juden Kniebeugen und sonstige sportliche Übungen ausführen. Die Brandruine wurde kurz darauf abgebrochen. Das Grundstück wurde 1961 mit einem freikirchlich-evangelischen Gotteshaus bebaut. Eine Gedenktafel aus dem Jahre 1958 erinnert an die zweite Laupheimer Synagoge.